# El Bethí
El Bethí es una localidad de México perteneciente al municipio de Chilcuautla en el estado de Hidalgo.

## Geografía
Se encuentra en la región del Valle del Mezquital, a la localidad le corresponden las coordenadas geográficas 20° 23’ 41.366” de latitud norte y 99° 13’ 27.007” de longitud oeste, con una altitud de 1819 m s. n. m. Se encuentra a una distancia aproximada de 8.16 kilómetros al norte de la cabecera municipal, Chilcuautla.
En cuanto a fisiografía se encuentra dentro de las provincia del Eje Neovolcánico, dentro de la subprovincia de Llanuras y sierras de Querétaro e Hidalgo ; su terreno es de sierra y lomerío. En lo que respecta a la hidrografía se encuentra posicionado en la región del río Panuco, dentro de la cuenca del río Moctezuma, en la subcuenca del río Tula. Cuenta con un clima semiseco templado.

## Demografía
En 2020 registró una población de 887 personas, lo que corresponde al 4.69 % de la población municipal. De los cuales 420 son hombres y 467 son mujeres. Tiene 2146viviendas particulares habitadas.
| Gráfica de evolución demográfica de El Bethí entre 1950 y 2020                               |
|                                                                                              |
| Población de los censos y conteos del Instituto Nacional de Estadística y Geografía (INEGI). |

## Economía
La localidad tiene un grado de marginación alto y un grado de rezago social bajo.